# Angel Flukes
 (juin 2018).
Si vous disposez d'ouvrages ou d'articles de référence ou si vous connaissez des sites web de qualité traitant du thème abordé ici, merci de compléter l'article en donnant les références utiles à sa vérifiabilité et en les liant à la section « Notes et références ».
Angel Flukes, née le 12 avril 1988 à Plymouth, est une chanteuse britannique.

## Carrière musicale
Flukes a participé en 2005 à l'émission britannique The X Factor, où elle a atteint le camp d'entraînement final. En 2016, elle a échoué en finale de la 13e saison de l'émission musicale Deutschland sucht den Superstar.
Elle a participé à plusieurs concours de modèles, par exemple, au concours FHM Holiday Honeys 2010. Elle est apparue plusieurs fois dans des programmes de télévision, notamment en 2015 dans la série d'ITV Love Iceland. Auparavant, elle est également apparue dans un épisode de la version britannique de Date My Mom.